# Vilcastreptus hoguei
Vilcastreptus hoguei är en mångfotingart som beskrevs av Hoffman 1988. Vilcastreptus hoguei ingår i släktet Vilcastreptus och familjen Spirostreptidae. Inga underarter finns listade i Catalogue of Life.